# 孺子喜
孺子喜（?—?），田氏，名喜，田齐太公田和之孙，田侯剡的儿子。
田侯剡十年（前375年），田侯剡的弟弟田午杀死田侯剡和孺子喜自立为君，就是战国的齐桓公。因为《史记》没有记载田侯剡一代，所以之后关于田齐桓公、齐威王、齐宣王、齐湣王的纪年，与《竹书纪年》和《战国策》有很大的出入。